# اس‌اس هیلدا
اس‌اس هیلدا (به انگلیسی: SS Hilda) یک کشتی بود که طول آن ۲۳۵ فوت ۶ اینچ (۷۱٫۷۸ متر) بود. این کشتی در سال ۱۸۸۲ ساخته شد.